# Diocesi di Pitionte
La diocesi di Pitionte (in latino: Dioecesis Pityuntina) è una sede soppressa e sede titolare della Chiesa cattolica.

## Storia
Pitionte (Pityus), che corrisponde alla città di Pitsunda nell'odierna Abcasia, è un'antica sede episcopale sita nella regione della Colchide. Le Quien la menziona fra le sedi della provincia romana del Ponto Polemoniaco nella diocesi civile del Ponto; lo stesso autore colloca la sede nel patriarcato di Costantinopoli, suffraganea dell'arcidiocesi di Neocesarea.
Unico vescovo noto di questa sede fu Stratofilo, che partecipò al concilio di Nicea nel 325.
Nella prima metà del XX secolo, Pitionte è stata una sede vescovile titolare, ora soppressa.

## Cronotassi dei vescovi greci
- Stratofilo † (menzionato nel 325)

## Cronotassi dei vescovi titolari
- Pedro Muñagorri y Obineta, O.P. † (14 agosto 1907 - 17 giugno 1936 deceduto)